# Open Wi-Fi
(Bruce Schneier)
In informatica con il termine Open Wi-Fi ci si riferisce a una PWLAN (Public Wireless Local Area Network) accessibile senza una password di rete (WEP o WPA).
Open Wi-Fi indica anche il processo che mira a rendere gratuito l'accesso ad internet. La questione suscita pareri contrastanti sotto aspetti che riguardano la salute, la privacy e la sicurezza in rete.
Open Wireless movement è una coalizione di avvocati, compagnie, organizzazione e ingegneri che lavorano per sviluppare nuove tecnologie wireless e per promuovere un movimento di apertura di internet.
Bruce Schneier, crittografo e saggista statunitense, considera il mantenimento di una rete aperta come "alla base di una buona istruzione"

## Situazione in Italia
Per la fornitura al pubblico dell'accesso W-LAN occorre innanzitutto distinguere le imprese in base alla loro attività commerciale prevalente:
1. Impresa che ha come attività commerciale la fornitura di servizi di comunicazione elettronica: Per questo tipo di esercizi commerciali si applica:
  - Obbligo nel richiedere un'autorizzazione generale al Ministero dello sviluppo economico - Direzione generale servizi di comunicazione elettronica, di radiodiffusione e postale - Roma;
  - Essere iscritti al Registro degli operatori di comunicazione presso l'Autorità per le garanzie nelle comunicazioni (Agcom) in modo da essere autorizzati ad agire come internet service provider;
  - Identificazione degli utilizzatori del servizio non obbligatoria.
2. Impresa o esercizio commerciale che non ha come attività principale la fornitura di servizi di comunicazione elettronica: In Italia, grazie alla legge di conversione N. 98/2013 del cosiddetto decreto "del fare" N. 69/2013 cade l'obbligo di identificazione da parte degli utenti e l'obbligo di richiesta di autorizzazione alla questura da parte di chi offre il servizio gratuito. Per questo tipo di esercizi commerciali si applica:
  - Esonero dal richiedere licenza o autorizzazione generale;
  - Identificazione degli utilizzatori del servizio non obbligatoria;
  - Lavori di allacciamento dei terminali di comunicazione (es. Access Point) alle interfacce della rete pubblica (es. Modem - Router - ADSL in com. d'uso) completamente liberalizzati, anche per reti private che includono un elevato numero di punti di utilizzo finali e/o terminali.

Chiunque fornisca il libero accesso tramite una rete Wi-Fi aperta si espone ad eventuali indagini da parte della Polizia Postale nel caso in cui venga commesso un reato utilizzando la linea Internet intestata al fornitore. A seguito dell’abolizione definitiva con la legge n.98 del 9/8/2013 della cosiddetta legge Pisanu (L. n.155 del 31/7/2005), la quale imponeva l’obbligo di preventiva autenticazione degli utilizzatori di una rete libera, il titolare della rete deve permettere alle forze dell’ordine di effettuare indagini ed accertamenti, anche per mezzo di perquisizione o sequestro dei dispositivi d’accesso alla rete, ma non può essere ritenuto in alcun modo responsabile di eventuali atti illeciti commessi attraverso la rete, a meno che non sia egli stesso coinvolto nell'illecito. È quanto viene stabilito dalla sentenza della Corte di giustizia dell'Unione Europea n.484 del 15/09/2016 (McFadden) il cui oggetto fu l’utilizzo improprio da parte di terzi della rete locale wireless in gestione del sig. McFadden: nello specifico, la Sony Music chiese al fornitore della rete un risarcimento per la violazione dei diritti d'autore a seguito dello scaricamento illecito di un fonogramma della suddetta casa discografica da parte di utenti terzi. La Corte non esclude però che le autorità nazionali richiedano al gestore della rete di dotarsi (a proprie spese) di dispositivi idonei a garantire la rintracciabilità degli utenti, come anche indicato dalle indicazioni del Garante Privacy, contestualmente a dispositivi che tutelino i dati personali raccolti, come indicato da GDPR.
Il progetto più ampio in territorio nazionale è Free Italia Wi-FI: nato, a partire dal 2010, dall'esperienza di alcune amministrazioni promotrici come la Provincia di Roma, che, consapevoli dell'importanza di allargare il bacino di accesso alla rete Internet, hanno creato la propria rete per i cittadini del territorio di competenza. Il progetto realizza la prima federazione nazionale di reti WiFi, dove le reti dialogano tra di loro. Ha all'attivo 7676 hotspot, 83 reti federali connesse e riesce a connettere 2309231 utenti. Contiene tre progetti paralleli di Città Metropolitana di Roma, Comune di Venezia e di Regione Autonoma Sardegna. Fra i principi più importanti alla base di tale progetto ci sono: gratuità di utilizzo della rete Internet, gestione diretta del servizio da parte delle amministrazioni, carattere no-profit, conformità alla legislazione italiana, neutralità di rete e libertà di accesso per ogni cittadino al servizio. Questa iniziativa è stata però la base di un nuovo progetto del 2019 sottoscritto dal Ministro Di Maio, allora titolare del Ministero dello sviluppo economico: WiFi Italia, una rete nazionale di accesso gratuito ad internet. Il progetto si propone di creare una rete nazionale accessibile da tutti i cittadini fornendo finanziamenti per portare la connessione ad internet anche nelle zone che ne sono ancora prive. Per garantire l'identificazione degli utenti, l'accesso alla rete è consentito esclusivamente mediante l'apposita applicazione attraverso la quale si deve effettuare il login con la propria identità digitale (SPID), oppure con un account registrato sul portale del progetto.
Parallelamente, nel 2018 è stata avviata l'iniziativa WiFi4EU, un'analoga rete Wi-Fi gratuita che coinvolge tutti i Paesi membri dell'Unione Europea. Per perseguire quest'obiettivo, l'UE ha messo a disposizione finanziamenti destinati ai comuni in voucher dal valore di 15000 euro da utilizzare nell'adeguamento dell'infrastrutture (acquisto di ripetitori Wi-Fi e potenziamento della rete).

## Rischi Open Wi-Fi
La natura aperta della rete solleva diversi problemi di sicurezza. Il fatto che chiunque può unirsi alla rete consente agli hacker di raccogliere il traffico degli utenti configurando un rogue access point o utilizzando applicazioni packet sniffer di rete. L'Open Wi-Fi consente infatti a un potenziale hacker di posizionarsi tra l'utente e l'hotspot. Utilizzando una applicazione sniffer, un qualunque utente potrà visionare i contenuti di navigazione degli altri utenti connessi. L'attacco ai dati con packet sniffing è per la sua semplicità di esecuzione uno dei più consueti.
Ciò è possibile mediante attacchi di tipo Man-In-The-Middle, in cui un intruso è in grado di leggere, inserire o modificare a proprio piacimento, dati tra due entità intente in una comunicazione senza che nessuna delle due parti sia in grado accorgersene.
Le informazioni più ricercate dagli hacker sono: dati delle carte di credito, e-mail contenenti materiale riservato, ecc.
Una volta in possesso di tali informazioni, il malintenzionato può utilizzarle allo stesso modo dell'utente che ne è proprietario.
Discorso analogo per i social media, esistono infatti estensioni dei comuni browser che consentono con pochi click di rubare l’identità di qualunque utente che accede alla medesima rete wireless: controllando i token di sessione di Facebook, per esempio, è possibile autenticarsi come un altro utente.
Visto il crescente utilizzo quotidiano di connessioni Wi-Fi tramite smartphone o altri dispositivi mobili, con esso aumentano allo stesso tempo anche i problemi di sicurezza legati. Questo non implica che usare una rete Wi-Fi pubblica non sia sicuro. Dato che la maggior parte degli hacker sceglie degli obiettivi facili e poco esperti, prendendo alcune precauzioni si può ridurre la probabilità di furto di dati.
Le più semplici precauzioni sono:
- L'uso di una VPN;
- Uso connessioni SSL (es. HTTPS);
- Installare soluzioni di difesa ai dispositivi;
- Disabilitare la condivisione di risorse in rete, soprattutto applicazioni di file sharing (es. impostare nel pannello di controllo l'utilizzo di una rete pubblica);
- Spegnere il Wi-Fi quando non viene utilizzato.

## Quadro normativo

### Unione europea
La responsabilità del gestore di un hotspot Wi-Fi aperto è disciplinata dagli articoli 12-14 della direttiva 2000/31/CE sul commercio elettronico, che introducono il regime di mere conduit (*safe-harbour*): finché l’attività del gestore si limita alla mera trasmissione dei dati, non sussiste un obbligo generale di sorveglianza sui contenuti veicolati.
La direttiva è stata recepita in Italia con il decreto legislativo 9 aprile 2003, n. 70, che riproduce integralmente il regime di esenzione agli artt. 14-16.

### Evoluzione normativa italiana
Il primo inquadramento nazionale degli hotspot pubblici risale all’art. 7 del cosiddetto decreto Pisanu (d.l. 27 luglio 2005, n. 144, convertito nella l. 31 luglio 2005, n. 155), che subordinava l’offerta di accesso Wi-Fi all’ottenimento di una licenza di pubblica sicurezza e all’identificazione degli utenti.
Tali obblighi sono decaduti dal 1º gennaio 2011 a seguito della mancata proroga nel d.l. 29 dicembre 2010, n. 225 (decreto Milleproroghe).
La liberalizzazione è stata completata dall’art. 10 del d.l. 21 giugno 2013, n. 69 (decreto del fare, convertito nella l. 9 agosto 2013, n. 98), che ha eliminato sia l’obbligo di licenza sia quello di identificazione, lasciando al gestore il solo dovere di tracciare i dati di connessione per eventuali richieste dell’autorità giudiziaria.

### Linee guida AgID
Nel 2019 l’AgID ha posto in consultazione le Linee guida per l’erogazione del servizio pubblico Wi-Fi free, che definiscono requisiti tecnici (autenticazione, logging, cifratura) e organizzativi (informativa privacy, conservazione dei log) per le reti wireless offerte dalle pubbliche amministrazioni.

### Giurisprudenza rilevante
- CGUE, causa C-484/14, Mc Fadden (15 settembre 2016) – Conferma che il gestore di un hotspot aperto rientra nel regime di mere conduit, ma consente agli Stati membri di imporre misure proporzionate (es. protezione con password) per prevenire violazioni del diritto d’autore.[18]
- Cass., sez. I pen., 15 novembre 2024, n. 42127 – Qualifica come «furto d’uso» il collegamento abusivo alla linea telefonica altrui per navigare in Internet, riaffermando la responsabilità penale dell’autore della sottrazione.[19]